# Wil SG
| SG ist das Kürzel für den Kanton St. Gallen in der Schweiz. Es wird verwendet, um Verwechslungen mit anderen Einträgen des Namens Wil zu vermeiden. |

Wil ist eine Stadt und politische Gemeinde im Kanton St. Gallen. Sie hat einen kleinstädtischen Charakter und ist ein wichtiges Zentrum für den Westen des Kantons, das untere Toggenburg und den Hinterthurgau. Wil zählte Ende 2023 24'980 Einwohner. Mit 74'550 Einwohnern (gemäss BFS 2020) bildet die Agglomeration Wil den zweitgrössten Ballungsraum der Ostschweiz. Seit dem 1. Januar 2013 gehört die ehemalige politische Gemeinde Bronschhofen zur Stadt Wil. Während mehr als 500 Jahren residierten die St. Galler Fürstäbte im Hof zu Wil, weshalb die Stadt auch Äbtestadt genannt wird.

## Geschichte

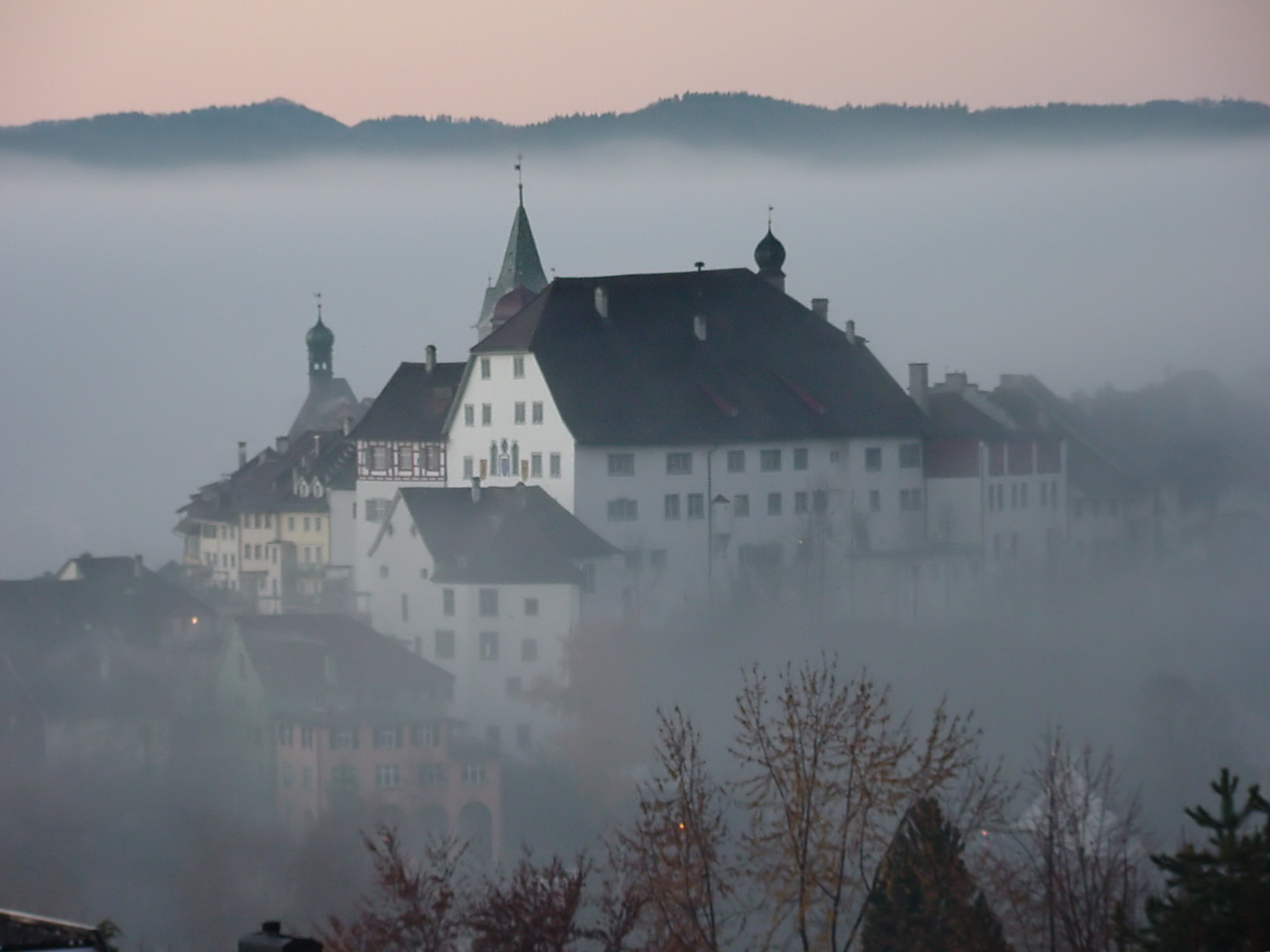
Altstadt mit dem Hof, dem ehemaligen Sitz des Fürstabtes, 2003

Luftbild von Werner Friedli von 1953

Im Jahre 754 wird Wil zusammen mit den nahegelegenen Ortschaften Rickenbach und Züberwangen in der Henauer Urkunde erstmals urkundlich erwähnt. 1226 schenkten die Grafen von Toggenburg die Stadt dem Kloster St. Gallen.
Im Jahre 1292 überfielen die Habsburger die Stadt Wil und brannten sie nieder. Die Bewohner waren gezwungen, nach Schwarzenbach überzusiedeln, welches drei Kilometer südlich von Wil liegt. 1301 gaben die Habsburger Wil dem Kloster St. Gallen zurück. Dafür wurde Schwarzenbach geschleift.
Seit 1226 blieb Wil unbestrittenes Eigentum der Fürstäbte von St. Gallen – unterbrochen nur von einer Episode, als die aufständischen Appenzeller 1407 die Stadt für kurze Zeit übernahmen.
1451 ging der Fürstabt ein Bündnis mit den eidgenössischen Orten Zürich, Luzern, Glarus und Schwyz ein, wodurch Wil zum Sitz der eidgenössischen Amtmänner wurde.
In der zweiten Hälfte des 15. Jahrhunderts sorgte Fürstabt Ulrich Rösch (1463–1491) durch die Bewilligung zusätzlicher Wochenmärkte für einen wirtschaftlichen Aufschwung. Heute ist eine Strasse in Wil nach ihm benannt.
Zwischen 1525 und 1531 fand die Reformation auch in Wil ihre Anhänger. Mit dem Sieg der katholischen Orte in der Schlacht bei Kappel wurde diese Entwicklung 1531 wieder rückgängig gemacht. Die Herrschaft der Äbte ging erst 1798 zu Ende, als die Alte Eidgenossenschaft zusammenbrach und sich in der Folge das Fürstenland für unabhängig erklärte.
Wil war in der Helvetischen Republik von 1798 bis 1803 Teil des Kantons Säntis und eine selbständige Gemeinde. Im Jahre 1803 kam die Stadt zum neu gegründeten Kanton St. Gallen. Seit 1831 war sie auch Bezirkshauptort. Heute ist Wil Hauptort des gleichnamigen Wahlkreises.
Am 28. September 1855 wurde Wil durch die Sankt Gallisch-Appenzellische Eisenbahn bahnmässig erschlossen. 1984 erhielt Wil den Wakkerpreis für die integrale bauliche Erhaltung der Altstadt.
Der lokale Fussballclub FC Wil war 2002 bis 2004 in der höchsten Liga, der Super League, und wurde 2004 Schweizer Cupsieger.
Am 3. Juli 2011 beschlossen die Stimmbürger von Wil und Bronschhofen mit einem Ja-Stimmen-Anteil von 63,2 bzw. 78,3 Prozent die Fusion zu einer neuen politischen Gemeinde Wil auf den 1. Januar 2013.
Am 4. November 2012 wurde Susanne Hartmann (CVP), obwohl nicht von ihrer Partei unterstützt, zur ersten Stadtpräsidentin von Wil gewählt. Susanne Hartmann war die erste Frau im Kanton St. Gallen, die eine Stadt präsidieren durfte. Per 1. Juni 2020 wurde Susanne Hartmann in den Regierungsrat des Kantons St. Gallen gewählt. Als neuer Stadtpräsident wurde auf den 1. Januar 2021 Hans Mäder (Die Mitte) gewählt.

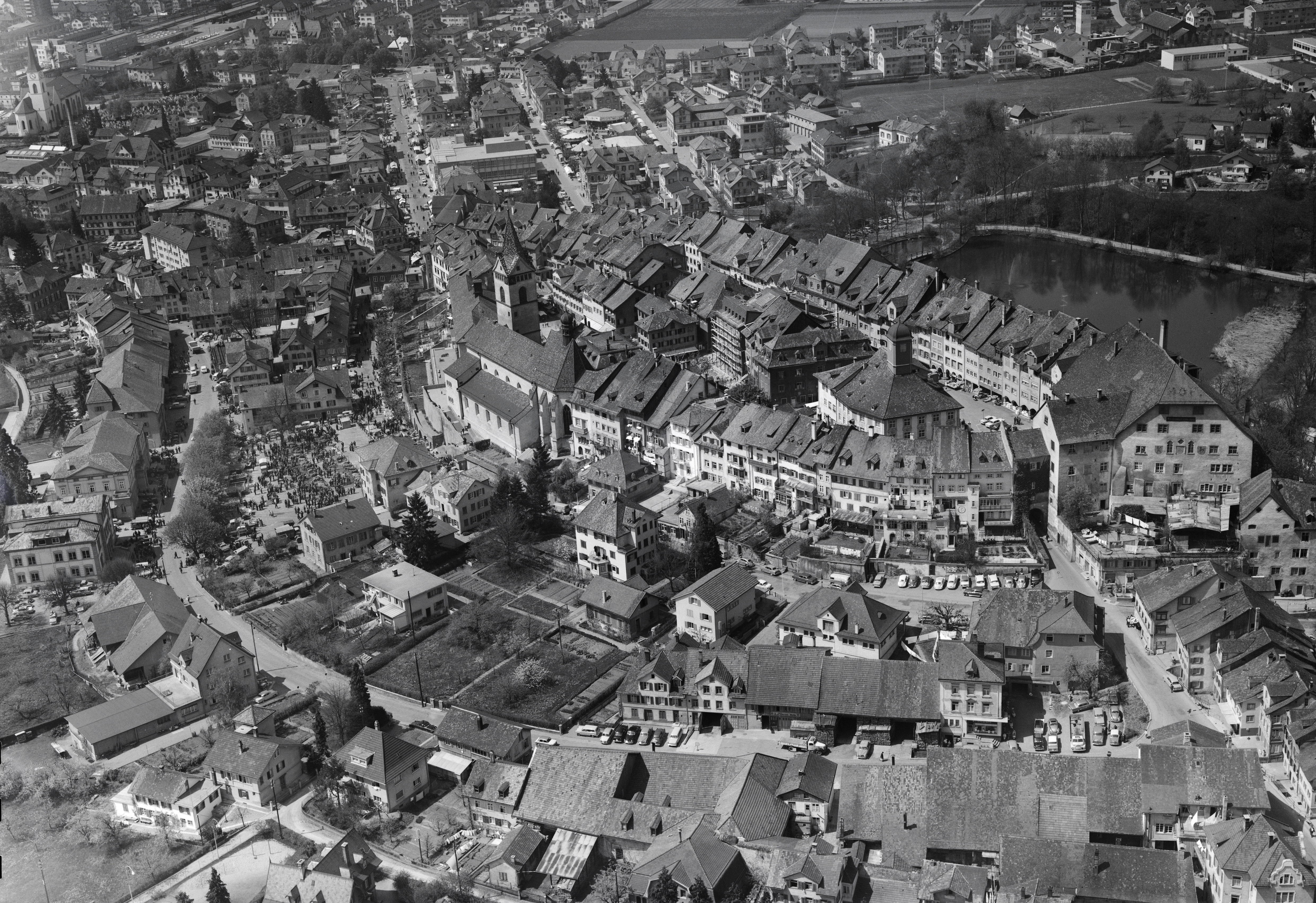
Altstadt von Wil (Luftaufnahme, 1963)

## Religion
Wil liegt in einer traditionell katholischen Region. Bei der Volkszählung im Jahr 2018 gaben 41,4 % an, der römisch-katholischen Konfession anzugehören, 17,6 % der evangelisch-reformierten und 41 % einer anderen oder keiner Glaubensgemeinschaft.
Neben den grossen, öffentlich-rechtlich anerkannten Kirchen – die römisch-katholische Bevölkerung gehört zum Bistum St. Gallen, die evangelisch-reformierte zur Evangelisch-reformierten Kirche des Kantons St. Gallen – finden sich in Wil auch freikirchliche Gemeinden wie die Siebenten-Tags-Adventisten, die Freie Christengemeinde, die seit 1874 die Freie Evangelische Gemeinde und seit 1923 die Neuapostolische Kirche Schweiz.
Weiter gibt es in Wil seit 1991 eine albanische islamische Gemeinde. 2006/2007 gab es eine Kontroverse um den Bau eines Minarettes durch die islamisch-albanische Gemeinde; das Baugesuch für ein Minarett in Wil wurde abgelehnt. Die neue Moschee an der Rosenstrasse wurde im Mai 2017 eröffnet.

## Sehenswürdigkeiten

Ehemaliges Wappen von Wil bis 2013

- Hof zu Wil (Äbteschloss, 12. Jh. ff)
- Stadtweier[14] und Kulisse der Altstadt
- Katholische Stadtkirche St. Nikolaus (15./16. Jahrhundert) mit der Wiler Madonna (Ende 12. Jahrhundert)
- Katholische Kirche St. Peter (Kirchturm und Chorraum spätes 15. Jahrhundert/Langhaus von 1887) mit Liebfrauenkapelle (um 1500)
- Hofplatz[15]
- Baronenhaus[16]
- Evangelisch-reformierte Kreuzkirche (1963) mit grossem Chorfenster von Alfred Kobel.

## Politik

### Stadtparlament (Legislative)
- Grüne: 5
- SP: 6
- GLP: 2
- EVP: 1
- Mitte: 10
- FDP: 6
- SVP: 10

Im Zuge der Vereinigung mit Bronschhofen wurde auf die Wahlen 2012 ein separater Wahlkreis Bronschhofen mit insgesamt neun Sitzen geführt. Die Gesamtzahl der Sitze im Stadtparlament erhöhte sich daher auf 45. Auf die Erneuerungswahlen 2016 hin wurde die Sitzzahl auf 40 reduziert.
| Partei              | 2008 | 2012 | 2016 | 2020 | 2024 |
| ------------------- | ---- | ---- | ---- | ---- | ---- |
| Die Mitte           | 13   | 13   | 9    | 8    | 10   |
| SVP                 | 7    | 7    | 9    | 9    | 10   |
| FDP/Jungfreisinnige | 7    | 8    | 8    | 8    | 6    |
| SP                  | 5    | 8    | 6    | 7    | 6    |
| Grüne prowil        | 6    | 5    | 6    | 6    | 5    |
| GLP                 | 1    | 3    | 1    | 1    | 2    |
| EVP                 | 1    | 1    | 1    | 1    | 1    |
| Total               | 40   | 45   | 40   | 40   | 40   |

### Stadtrat (Exekutive)
Seit 1. Januar 2025:
- Hans Mäder, Die Mitte (bisher), Stadtpräsident, Departement Dienste, Integration und Kultur; Finanzen und Verwaltung.
- Cornelia Kunz, FDP (neu), Vizestadtpräsidentin, Departement Gesellschaft und Sicherheit.
- Andreas Breitenmoser, Die Mitte (bisher), Departement Versorgung und Energie.
- Manuel Nick, SP (neu), Departement Bau, Umwelt und Verkehr.
- Jigme Shitsetsang, FDP (bisher), Departement Bildung und Sport.[20]

### Nationale Wahlen
Bei den Schweizer Parlamentswahlen 2023 betrugen die Wähleranteile in Wil: SVP 28,0 %, FDP 16,0 %, Die Mitte 17,5 %, SP 15,9 %, Grüne 10,9 %, glp 5,1 %, EVP 3,4 %, EDU 1,3 %.

## Wirtschaft und Tourismus

### Industrie
Nebst vielen mittleren, kleinen und kleinsten Firmen sind in Wil einige grössere, grosse, teils international ausgerichtete Firmen, auch im Bereich Industrie, angesiedelt. Über die Region hinaus bekannte Unternehmen sind beispielsweise Stihl & Co, Larag AG, Camion-Transport, Brändle AG, Heimgartner Fahnen AG, Schmolz+Bickenbach oder Kindlimann AG.
Der sekundäre Wirtschaftssektor macht in Bezug auf die Mitarbeitendenzahlen den kleineren Anteil der Wiler Wirtschaft aus – in diesem Sektor sind rund 3100 Personen beschäftigt, während es im tertiären Sektor rund 10'600 Beschäftigte sind. Im primären Sektor sind lediglich rund 80 Personen beschäftigt. Damit weicht dieses Verhältnis von demjenigen des Kantons St. Gallen ab: Gemessen an der Beschäftigung ist die kantonale Wirtschaftsstruktur stark durch den primären (Land- und Forstwirtschaft) und den sekundären Sektor (Industrie und verarbeitendes Gewerbe, Ver- und Entsorgung, Bau, Bergbau) geprägt.

### Tourismus

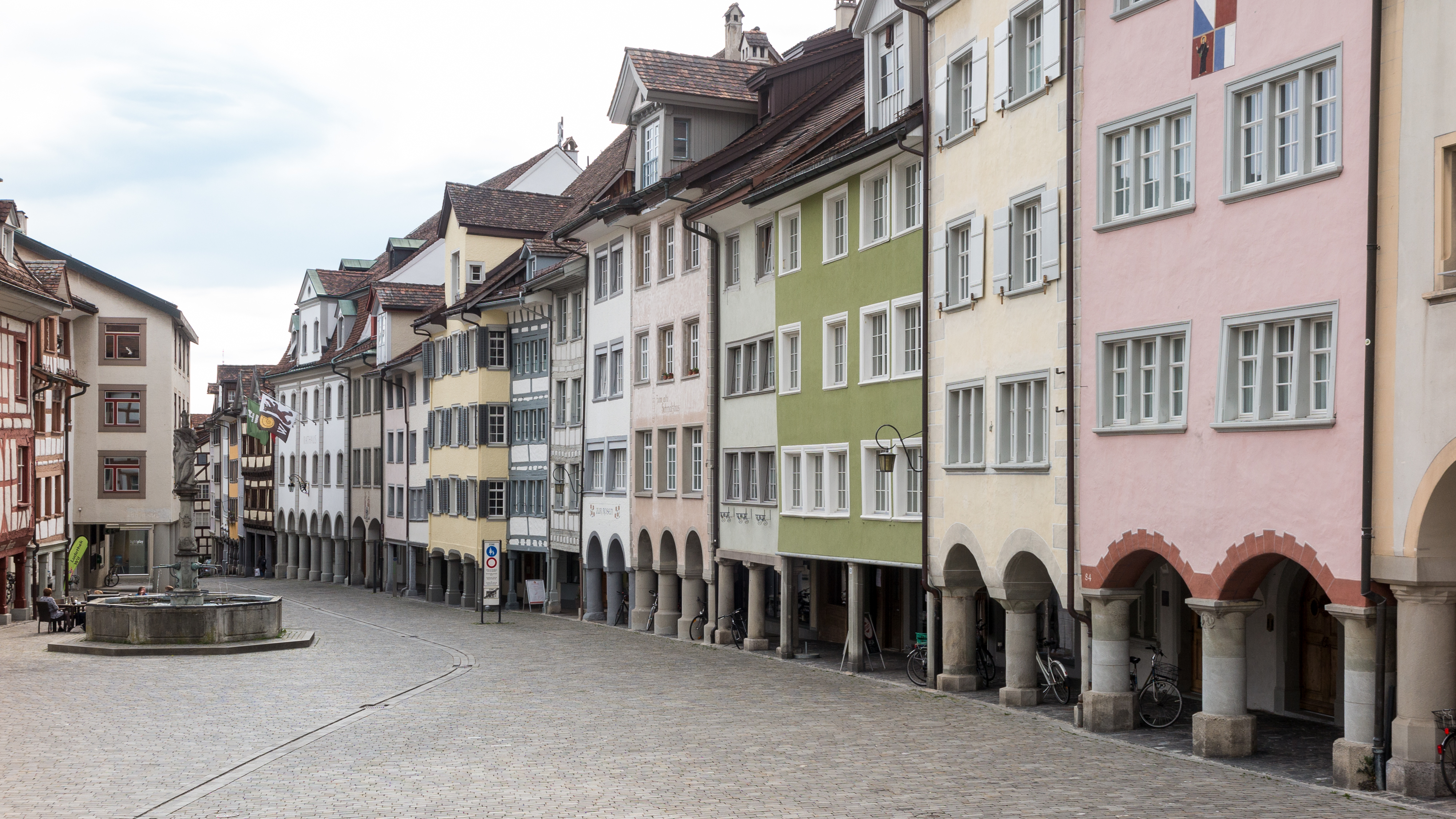
Marktgasse mit Laubengang, 2019

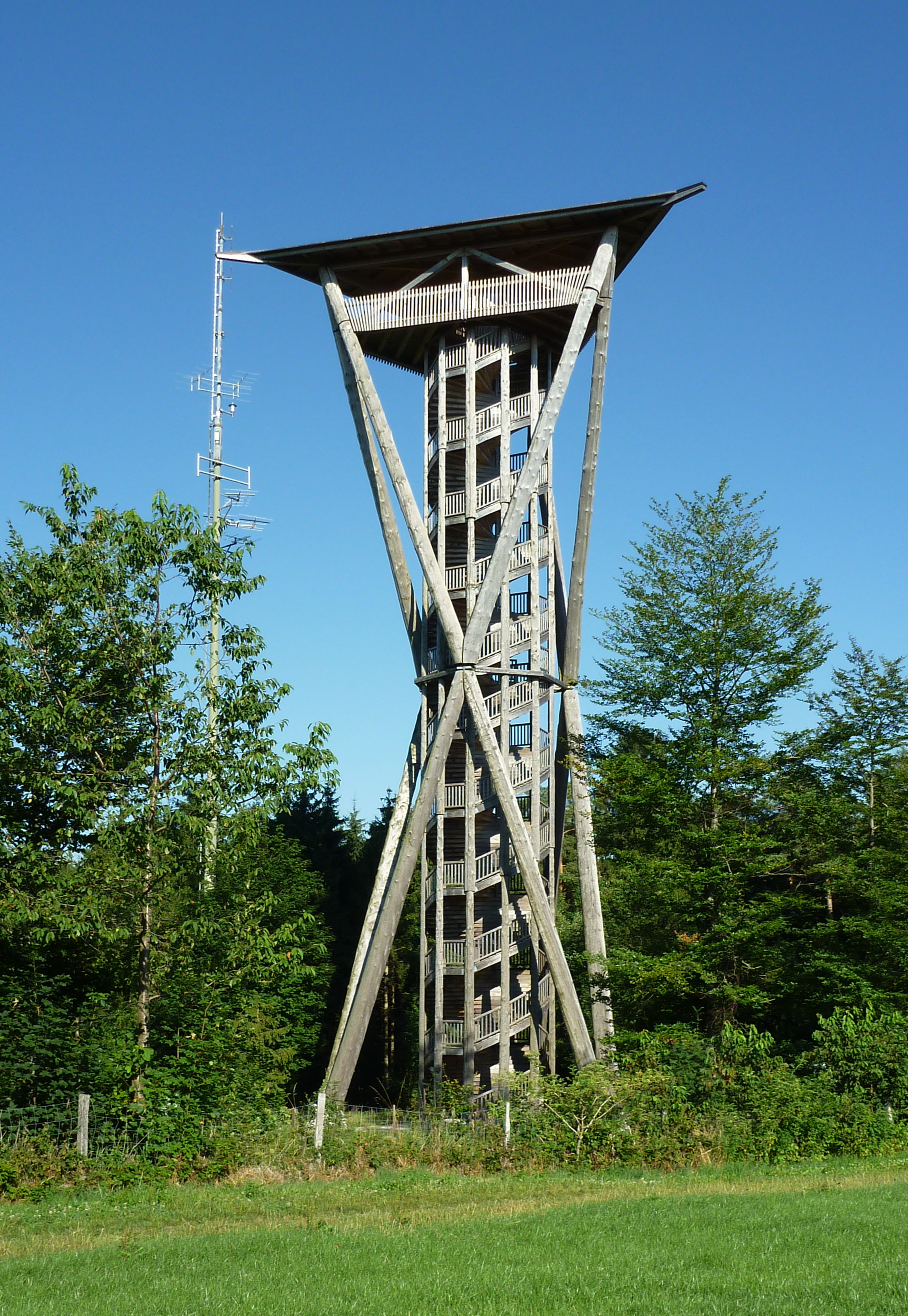
Wiler Turm, 2010

Die Altstadt gilt als die besterhaltene der Ostschweiz. Sehenswert ist die Sicht vom Stadtweier hinauf zur östlichen Altstadt-Silhouette. Das fehlende «h» im Namen des Stadtwei(h)ers wurde mittlerweile direkt vor Ort angebracht. Die Fussgängerpromenade vom Schwanenkreisel Richtung Altstadt ist der Ort, an dem es die meisten Ladengeschäfte gibt. Immer samstags findet in den Gassen der Altstadt ein Markt statt.
Am 8. Juli 2006 wurde ein 37 m hoher Aussichtsturm, der Wiler Turm, auf dem Hofberg eingeweiht; eine Holzkonstruktion mit doppelter Wendeltreppe und drei X-Stützen.

#### Wanderwege
Rund um Wil sind über 180 Kilometer Wanderwege ausgeschildert. Seit 2013 führt der knapp 33 Kilometer lange «Weg rund um Wil» rund um das Gemeindegebiet der Stadt.
In Wil endet der 87 Kilometer lange Toggenburger Höhenweg, der in fünf Etappen von Wildhaus über Arvenbüel, Atzmännig und Mühlrüti nach Wil führt.
In der Nähe von Wil, bei Schwarzenbach, verläuft der Thurweg, ein Wanderweg, der entlang der Thur von Wildhaus nach Rüdlingen im Kanton Schaffhausen verläuft.

## Verkehr
Wil ist im Fürstenland der Verkehrsknotenpunkt für Schiene und Strasse. Es liegt an der Hauptverkehrsachse St. Gallen-Zürich.
Der Bahnhof Wil liegt an den Bahnstrecken St. Gallen–Winterthur, Wil–Weinfelden sowie Wil–Wattwil (Toggenburgerbahn) der Schweizerischen Bundesbahnen. Das ausführende Eisenbahnverkehrsunternehmen auf diesen Strecken ist im Regionalverkehr die Regionalbahn Thurbo. Vom Nebenbahnhof fährt die schmalspurige FWB nach Frauenfeld.
Die von Genf kommende Autobahn A1/E60 und die Hauptstrasse 7 aus Basel verbinden Wil mit St. Gallen; die Hauptstrasse 16 aus Kreuzlingen ist der Weg ins Toggenburg nach Wattwil und Wildhaus. Weitere von Wil abgehende Hauptstrassen führen nach Fischingen im Hinterthurgau und Bürglen bei Weinfelden.

## Schulen

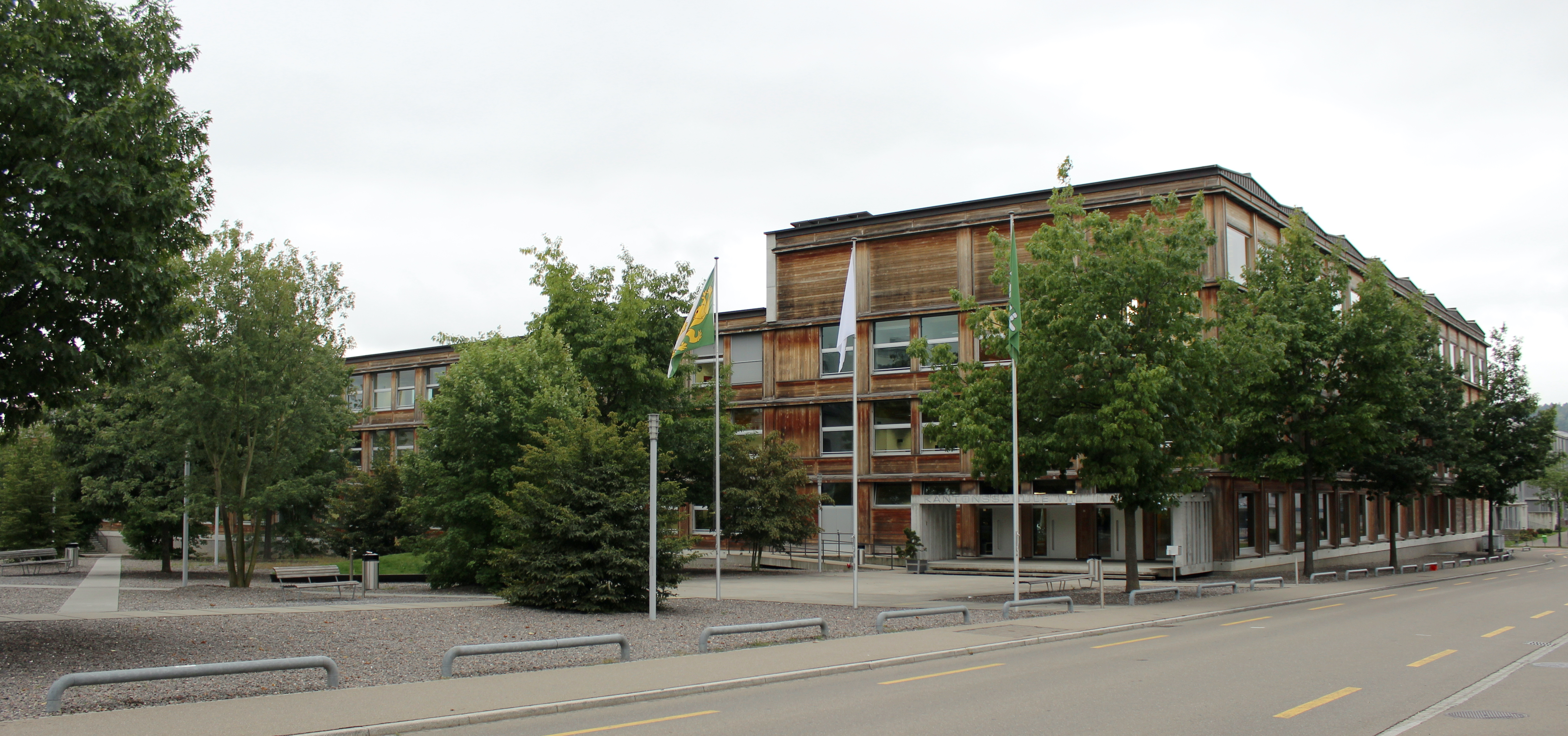
Kantonsschule Wil, 2018

Die Volksschule in der Stadt Wil umfasst mehrere Primarschuleinheiten und Oberstufen. Zusätzlich bestehen auf der Sek II-Stufe das Berufs- und Weiterbildungszentrum Wil-Uzwil und die Kantonsschule Wil. Die 2004 erbaute Kantonsschule Wil ist auch wegen ihrer innovativen Holzarchitektur bekannt. Neben den staatlichen Bildungsangeboten gibt es in Wil verschiedene Privatschulen, darunter die Mädchensekundarschule St. Katharina.

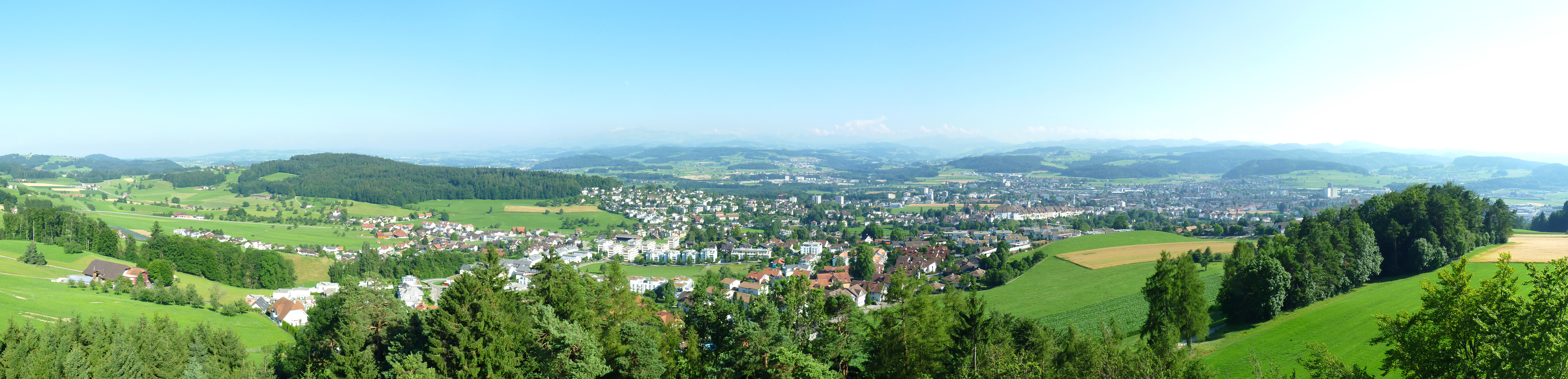
Blick vom Wiler Turm Richtung Toggenburg, 2010

## Kultur
Das Kulturangebot in der Stadt Wil ist vielfältig. Wichtige Lokalitäten für kulturelle Angebote sind die Tonhalle, die Kunsthalle, das Stadtmuseum und der Gare de Lion. Daneben verfügt Wil über eine Stadtbibliothek und auch über eine Ludothek.

### Hofchilbi
Jährlich findet in der Wiler Altstadt die «Hofchilbi» statt. 1540 wurde unter Abt Diethelm Blarer von Wartensee die grosse, noch heute vorhandene, Kapelle an den Hof angebaut und am 25. Juli eingeweiht. Diese Kirchweihe wurde bis zum Jahre 1722 jährlich als «Hofchilbi» begangen. In Anbetracht der schlechten Zeiten wurde daraufhin der festliche, weltliche Teil abgesetzt. 1972 entschloss sich die Hofbrauerei Wil, den Brauch wieder aufleben zu lassen. Seither findet dieses Fest alljährlich statt, organisiert vom KTV Wil Handball.
In der ältesten Urkunde, die Wil erwähnt, wird am 6. August 754 über die Schenkung der Güter des freien Bauern Rotbald an das Kloster St. Gallen berichtet. Als Lehenzins für diese Güter wurde vereinbart, dass alljährlich unter verschiedenen Naturalien, wie Korn und Schweinen, auch 30 Eimer Bier abzuliefern seien. Die «Hofchilbi» nimmt diese Tradition auf, indem dieser Bierzins den Einwohnern von Wil ausgeschenkt wird. Nach heutigem Mass entsprechen 30 Eimer Bier ca. 1125 Litern. Diese werden an die Festbesucher der «Hofchilbi» verkauft. Der erwirtschaftete Erlös dieses ehemaligen Freibiers fliesst – unter anderem – in die Kasse der Stiftung Hof zu Wil.

### Openair «Rockamweier»
Alljährlich Mitte Juni findet seit 2001 am Wiler Stadtweier das zweitägige Openair Rockamweier statt.

### Gare de Lion
Alteingesessenen noch unter dem Namen Remise Wil bekannt und im Jahr 2008 leicht renoviert, wird in der Nähe des Bahnhofs ein Kulturlokal unter dem Namen Gare de Lion betrieben, das von Konzerten über Theater und Comedy bis hin zu Lesungen und Partys anbietet.

### Tonhalle
Die Tonhalle wurde 1876 von der Ortsbürgergemeinde Wil gebaut und befindet sich seither in dessen Besitz.

### «toccatawil»

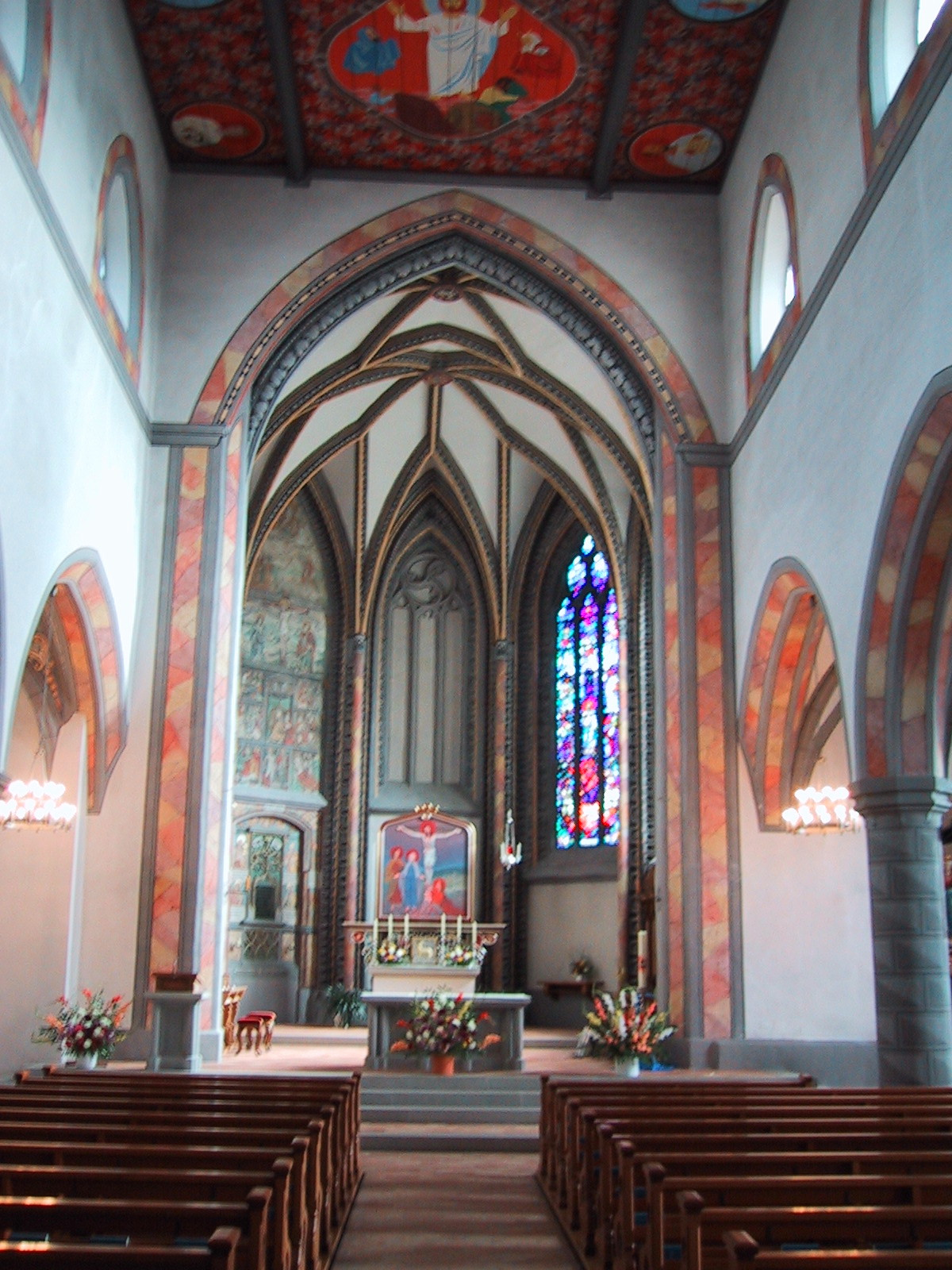
Stadtkirche St. Nikolaus, 2005

1989 gründeten die Kirchenmusiker der evangelischen und katholischen Wiler Kirchgemeinden die Konzertreihe «Wiler Abendmusiken», die 2007 in «toccatawil» umbenannt wurde. Neben Orgelkonzerten (solistisch und «Orgel plus») in der Stadtkirche St. Nikolaus, St. Peter, der Kreuzkirche, der Klosterkirche St. Katharina, der Neuapostolischen Kirche und der Wallfahrtskirche Maria Dreibrunnen umfassen die Konzertangebote geistliche Musik in unterschiedlichen Besetzungen, die «Wiler Sommerorgel» mit aufeinanderfolgenden Kurz-Konzerten, den «Orgelspaziergang zur Weihnachtszeit» am ersten Sonntag des Jahres, bei dem verschiedene Orgeln im Wiler Stadtgebiet einbezogen werden, und das «Orgeltriduum», eine dreiteilige Konzertreihe in der Stadtkirche St. Nikolaus, kombiniert mit Orgelkursen zu Improvisation und Interpretation, in Kooperation mit der Diözesanen Kirchenmusikschule St. Gallen. Die künstlerische Leitung von «toccatawil» hat seit 2023 Martin Welzel.

### Musiktheater Wil
Seit 1866 wird von einem Verein regelmässig ein Stück aus dem Bereich Oper, Operette oder Musical aufgeführt.

## Städtepartnerschaft
Wil unterhält eine Städtepartnerschaft mit Groß Döbern, Polen seit 1992.

## Persönlichkeiten

### Töchter und Söhne der Stadt
- Max Peter Ammann (1929–2022), Filmregisseur
- Adrian Bodmer (* 1995), Tennisspieler
- Moreno Costanzo (* 1988), Fussballspieler
- Paul Eisenring (1924–2016), Politiker und Chefredaktor
- Kurt Felix (1941–2012), Fernsehmoderator von Teleboy und Verstehen Sie Spaß?
- Johann Baptist Hilber (1891–1973), Musiker, Komponist, Chorleiter
- Werner Hilber (1900–1989), Bildhauer und Maler
- Johann Nepomuk Idtensohn (1827–1892), Priester und Bibliothekar
- Daniel Imhof (* 1977), Fussball-Nationalspieler (Kanada)
- Otmar Kunz (ca. 1530–1577), Abt von St. Gallen
- Fritz Münch (1903–1993), Gewerkschaftsfunktionär und Präsident des St. Galler Kantonsrates
- Joachim Opser (ca. 1548–1594), Abt von St. Gallen
- Fabian Schär (* 1991), Fussball-Nationalspieler
- Urs Scheuss (* 1975), Politiker
- Anna Sutter (1871–1910), Opernsängerin
- Dominikus Tschudi (1597–1654), Abt von Muri
- Kurt Widmer (1940–2023), Sänger und Gesangspädagoge
- Michel Zeiter (* 1974), Eishockeyspieler, -trainer und -funktionär
- Hedi Zuber (1916–1996), Künstlerin
- Alex Zülle (* 1968), Radrennfahrer

### Hier wohnhafte Persönlichkeiten
- Yvonne Gilli (* 1957), Verbandsfunktionärin und Nationalrätin (Grüne)
- Barbara Gysi (* 1964), Nationalrätin (SP)
- Jan January Janczak (* 1938), Maler, Filmemacher, Illustrator, Plastiker, Glasmaler
- Karin Keller-Sutter (* 1963), Bundesrätin (FDP)
- Hans Leutenegger (* 1940), Schauspieler und Bobfahrer
- Johann Georg Müller (1822–1849) Architekt, Maler und Dichter
- René Oberholzer (* 1963), Schriftsteller und Performer
- Lukas Reimann (* 1982), Nationalrat (SVP)
- Dani Wyler (* 1952), Sportkommentator

### Hier verstorbene Persönlichkeiten
- Ulrich Rösch (1426–1491), Abt des Klosters St. Gallen
- Placidus Bridler (1613–1679), Benediktinerpater, Theologe und Kirchenrechtler, 1661 bis 1678 Statthalter von Wil
- Johann Fridolin Müller (1830–1888), Unternehmer und Politiker